# John Frankenheimer
John Frankenheimer (Queens, 1930. február 19. – Los Angeles, 2002. július 6.) négyszeres Primetime Emmy-díjas amerikai filmrendező.

## Rendezői filmográfia

### Film
| Év   | Magyar cím             | Eredeti cím              | Megjegyzések                                                            |
| ---- | ---------------------- | ------------------------ | ----------------------------------------------------------------------- |
| 1957 |                        | The Young Stranger       |                                                                         |
| 1961 | A veszettek            | The Young Savages        |                                                                         |
| 1962 | Mindenki elesett       | All Fall Down            |                                                                         |
| 1962 | Az alcatrazi ember     | Birdman of Alcatraz      |                                                                         |
| 1962 | A mandzsúriai jelölt   | The Manchurian Candidate | filmproducer forgatókönyvíró (nincs feltüntetve)                        |
| 1964 | Hét májusi nap         | Seven Days in May        | vezető társproducer (nincs feltüntetve)                                 |
| 1964 | A vonat                | The Train                | Arthur Pennt váltotta fel                                               |
| 1966 | Második lehetőség      | Seconds                  | vezető társproducer (nincs feltüntetve)                                 |
| 1966 | A nagy verseny         | Grand Prix               | forgatókönyvíró (nincs feltüntetve) vezető producer (nincs feltüntetve) |
| 1968 | Az ezermester          | The Fixer                | Bernard Malamud regényéből                                              |
| 1969 |                        | The Extraordinary Seaman |                                                                         |
| 1969 | A különleges tengerész | The Gypsy Moths          |                                                                         |
| 1970 | Törvénysértő seriff    | I Walk the Line          |                                                                         |
| 1971 | Lovasok                | The Horsemen             | filmproducer (nincs feltüntetve)                                        |
| 1973 | Eljő a jeges           | The Iceman Cometh        | Eugene O’Neill színdarabjából                                           |
| 1973 | Story of a Love Story  |                          |                                                                         |
| 1974 |                        | 99 and 44/100% Dead      |                                                                         |
| 1975 | Francia kapcsolat II.  | French Connection II     |                                                                         |
| 1977 | Fekete vasárnap        | Black Sunday             | Thomas Harris regényéből                                                |
| 1979 | Jövendölés             | Prophecy                 |                                                                         |
| 1982 | A hadüzenet            | The Challenge            |                                                                         |
| 1985 | A Holcroft szövetség   | The Holcroft Covenant    | Robert Ludlum regényéből                                                |
| 1986 | 10 másodperc az élet   | 52 Pick-Up               |                                                                         |
| 1989 | Nincs irgalom          | Dead Bang                |                                                                         |
| 1990 | Az utolsó háború       | The Fourth War           |                                                                         |
| 1991 | Az erőszak éve         | Year of the Gun          |                                                                         |
| 1996 | Dr. Moreau szigete     | The Island of Dr. Moreau | H. G. Wells regényéből Richard Stanleyt váltotta fel                    |
| 1998 | Ronin                  | Ronin                    |                                                                         |
| 2000 | Hulla, hó, telizsák    | Reindeer Games           |                                                                         |
| 2001 |                        | Ambush                   | rövidfilm                                                               |

### Televízió

#### Tévéfilm
| Év   | Magyar cím         | Eredeti cím        | Megjegyzések |
| ---- | ------------------ | ------------------ | ------------ |
| 1994 | Fejjel a falnak    | Against the Wall   | HBO          |
| 1994 | Lassú tűzön        | The Burning Season | HBO          |
| 1996 |                    | Andersonville      | TNT          |
| 1997 |                    | George Wallace     | TNT          |
| 2002 | Háború a háborúról | Path to War        | HBO          |

## Díjai és jelölései
- Golden Globe-jelölés: legjobb filmrendező - A mandzsúriai jelölt (1963)
- Golden Globe-jelölés: legjobb filmrendező - Hét májusi nap (1965)
- Cannes-i fesztivál - Arany Pálma-jelölés: Mindenki elesett (1962)
- Cannes-i fesztivál - Arany Pálma-jelölés: Második lehetőség (1966)
- Velencei Nemzetközi Filmfesztivál - Arany Oroszlán-jelölés: Az alcatrazi ember (1962)
- Velencei Nemzetközi Filmfesztivál - San Giorgio Prize: Az alcatrazi ember (1962)
- BAFTA-jelölés: A vonat (1965)
- BAFTA-jelölés: A mandzsúriai jelölt (1963)